# Mesatida
Mesatida – do końca 2010 roku gmina w Grecji, położona na przedmieściach miasta Patras, w nomosie Achaja. Populacja gminy wynosiła 11,873 mieszkańców, dane te pochodzą ze spisu z 2001 roku. Skupiała 6% wszystkich mieszkańców Patras, 25% terenów leśnych, a także 5% wszystkich budynków gminy Patras. Siedzibą gminy była miejscowość Owria.
W wyniku reformy administracyjnej, która weszła w życie dnia 1 stycznia 2011 roku, gmina Mesatida stała się częścią gminy Patras, w regionie Grecja Zachodnia. 

## Wspólnoty
W skład gminy wchodziła część okolicznych mniejszych miejscowości oraz wsi, które posiadały status wspólnot:
- Kalitea
- Krini
- Kristalowrisi
- Petroto
- Sarawali

## Zmiana populacji

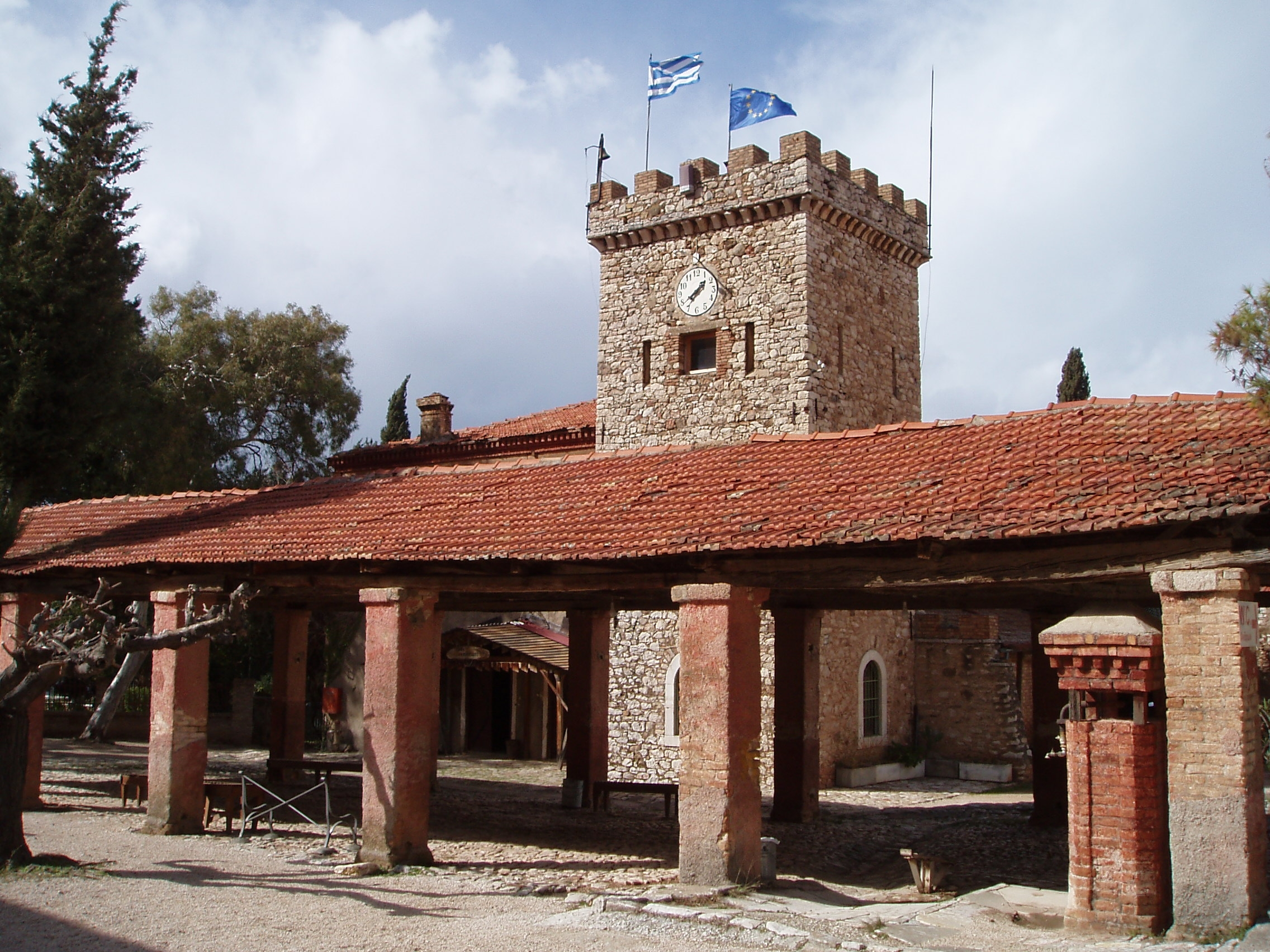
Achaia Clauss winery

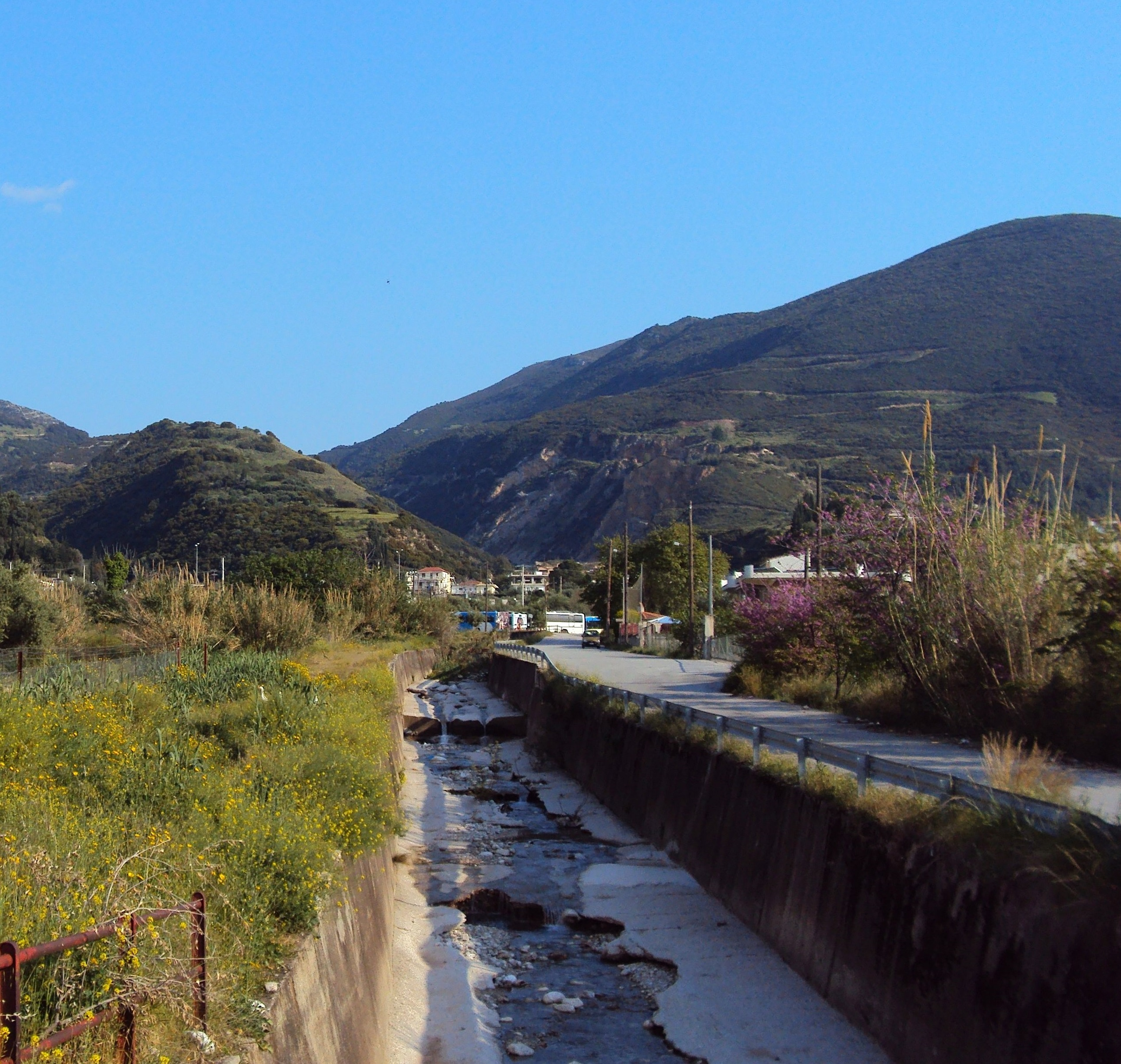
Xeropotamos River

| Rok  | Populacja | Zmiana      | Aglomercja | Zmiana     |
| ---- | --------- | ----------- | ---------- | ---------- |
| 1981 | 2,318     | -           | -          | -          |
| 1991 | 3,933     | 1,615/6.97% | 9,583      | -          |
| 2001 | -         | -           | 11,756     | 1993/20.8% |